# Ислямска държава Афганистан
Ислямска държава Афганистан (на персийски: دولت اسلامی افغانستان) е официалното име на Афганистан след падането на Демократична република Афганистан. Съществува заедно с Ислямско емирство Афганистан, управлявана от талибаните, докато емирството не е свалено от САЩ като част от нахлуването в Афганистан.

## История
Президентът на Ислямската държава Афганистан е Бурханудин Рабани. Страната е преименувана на Ислямско емирство Афганистан от талибаните, след като превземат контрола над голяма част от страната през 1996 г. Обединеният ислямски фронт за спасение на Афганистан, познат в Западното полукълбо като Северният алианс, е създаден от Ислямска държава Афганистан и неговите бивши противници срещу талибаните. Ислямската държава остава международно признат представител на Афганистан в ООН до 2001 г., когато е създадена Ислямска република Афганистан, а афганистанската временна администрация поема контрола над Афганистан с помощта на САЩ и НАТО.